# Leon Syroczyński
Leon Syroczyński, pseud. i krypt.: S., Łewko Czornyj, Łewko Honczarenko (ur. 12 maja 1844 w Sitkowcach, powiat Lipowiec, zm. 16 maja 1925 we Lwowie) – polski inżynier technolog nafty.

## Życiorys

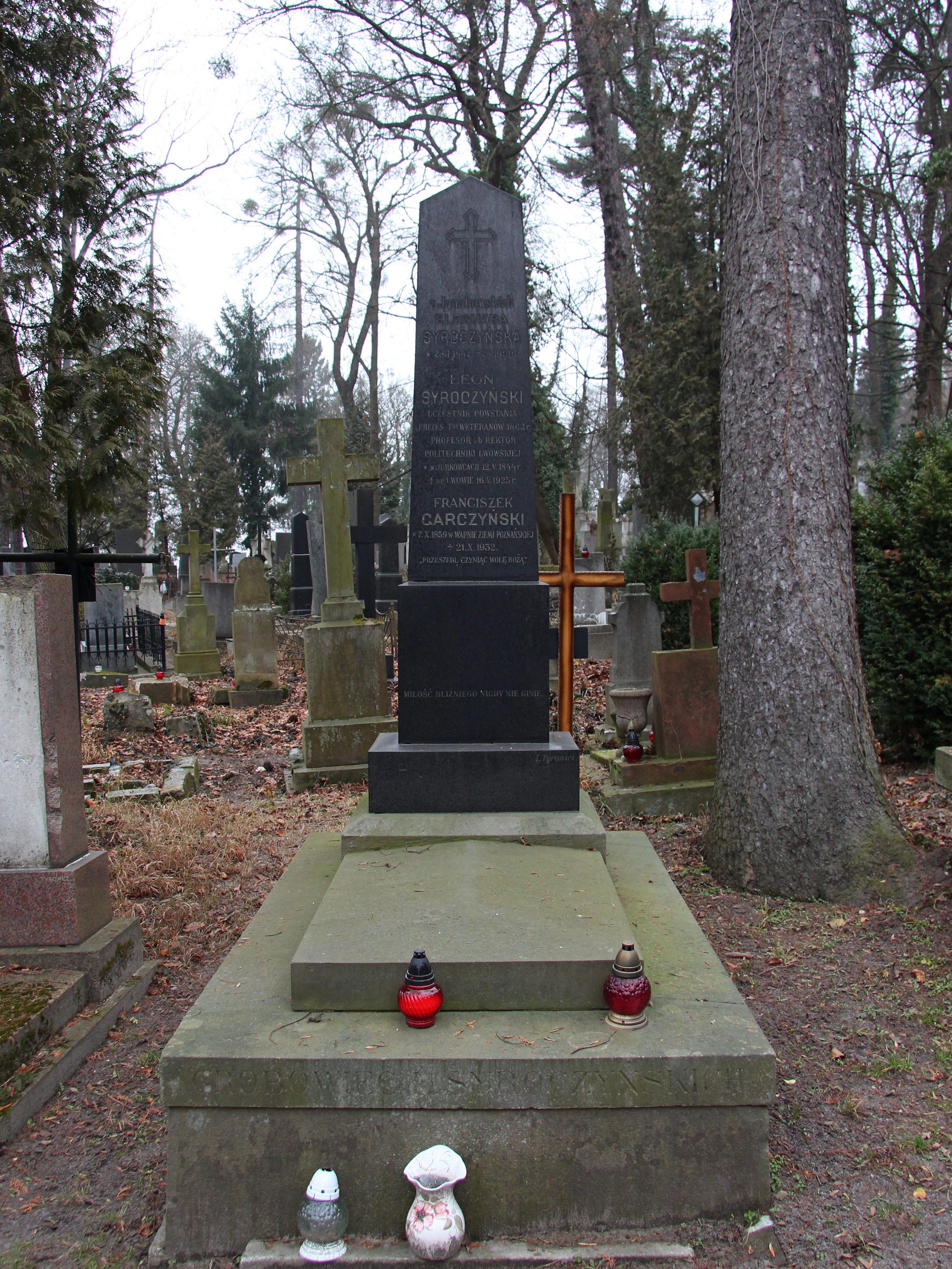
Grób Leona Syroczyńskiego

W 1861 ukończył w Kijowie gimnazjum i rozpoczął studia medyczne, działał w tym czasie w konspiracyjnym Związku Trojnickim. W 1863 przerwał naukę i przyłączył się do walczącego w powstaniu styczniowym na Wołyniu oddziału dowodzonego przez Edmunda Różyckiego. Po rozwiązaniu pod koniec maja 1863 legii wołyńskiej, przedostał się na Lubelszczyznę i tam przyłączył się do oddziału Franciszka Rochebrune. Następnie udał się do Warszawy, gdzie używając pseudonimu wszedł w skład wydziału wojny Rządu Narodowego. Po aresztowaniu z powodu braku dowodów został wydany monarchii austro-węgierskiej, a następnie wyjechał do Liège w Belgii, gdzie studiował w École des mines na wydziale górniczym. W 1869 obronił dyplom i rozpoczął pracę jako inżynier w kopalniach rudy cynku i ołowiu. Dwa lata później został inspektorem kolejowym w Holandii, a od 1873 pełnił funkcję dyrektora kopalni im. Eustachego Sanguszki w Grudnie Dolnej. Po czterech latach objął stanowisko inżyniera górniczego w Wydziale Krajowym we Lwowie, od 1890 wykładał w Szkole Politechnicznej, rok później został docentem honorowanym. Wykładał eksploatację kopalń i głębokie wiercenia na Wydziałach Inżynierii Lądowo-Wodnej, Chemicznym i Mechanicznym. Do grupy jego pierwszych studentów należeli Władysław Dunka de Sajo, Leon Korwin-Mikucki, Leon Rogawski i Zdzisław Dyduszyński. Zainicjował powstanie muzeum górnictwa nafty i wosku ziemnego, które  uruchomiono dzięki darom instytucji  i przemysłowców naftowych m.in. Mikołajowi Fedorowiczowi-Jackowskiemu, Wiktorowi i Stanisławowi Klobassom i innym. W 1893 kurs górniczo-hutniczy został przekształcony w trzyletni, górniczy. W 1897 został profesorem zwyczajnym oraz wygrał konkurs na kierującego nową Katedrą Górnictwa. Wykładał encyklopedię górnictwa, głębokie wiercenia i eksploatację nafty, od 1904 przez rok pełnił funkcję rektora Szkoły Politechnicznej. Był kuratorem Krajowej Szkoły Górniczej i Wiertniczej w Borysławiu, członkiem honorowym Polskiego Towarzystwa Politechnicznego we Lwowie (w latach 1903-1907 pełnił tam funkcję prezesa wydziału głównego), Międzynarodowego Towarzystwa Inżynierów i Techników Wiertniczych w Wiedniu. Ponadto był doktorem honoris causa krakowskiej Akademii Górniczej, prezesem Towarzystwa Weteranów Powstania 1863, należał do Krajowej Rady Górniczej, komitetów badania złóż wosku i ochrony życia górników. Zasiadał w jury wystaw powszechnych w Antwerpii w 1885 i w Paryżu w 1889. Nadzorował przygotowanie działu naftowego na wystawie w 1894 we Lwowie. W 1907 powierzono mu funkcję wiceprzewodniczącego kongresu naftowego w Bukareszcie. W 1919 przeszedł na emeryturę. Na początku lat 20. był członkiem wydziału Towarzystwa Polskiego Żałobnego Krzyża dla okręgu lwowskiego.

## Życie prywatne
Jego ojcem był Seweryn Syroczyński, lekarz i działacz społeczny. Brat Stanisław był członkiem Rady Państwa w Petersburgu i ufundował w Kijowie szpital dla rodaków, brat Antoni walczył w powstaniu styczniowym, a brat Tadeusz zarządzał majątkiem w Jurkowcach. Ze strony matki był spokrewniony z Józefem Korzeniowskim "Conradem".

## Wybrane publikacje
- "O geologiczno-górniczej i górniczo przemysłowej mapie kraju", Lwów /1878/;
- "Objaśnienie mapy geologiczno-przemysłowej kopalń i źródeł nafty i wosku ziemnego w Galicji", Lwów /1881/;
- "Sprawozdanie z wystawy rolniczej i przemysłowej w Przemyślu", Lwów /1882/;
- "Kongres naftowy w Przemyślu", Lwów /1882/;
- "Przedstawienie graficzne wzrostu produkcji, zmiany cen i wartości materiałów żywicznych w Galicji", Lwów /1884/;
- "O przemyśle naftowym na Kaukazie, Lwów /1885/;
- "Badania naukowe a przemysł naftowy", Lwów /1884/;
- "La petrole et ses derives", Liège /1886/;
- "Sprawozdanie Wydziału Krajowego w przedmiocie spraw górniczych", Lwów /1887/;
- "La production et le cire minerale en Autriche", Liège /1888/;
- "O górnictwie w ogóle i o górnictwie materiałów żywicznych w Galicji", Lwów /1891/;
- "Górnictwo w Galicji przed 50-ciu laty a dziś", Lwów /1898/;
- "Note sur le forage canadien et son application a l’exploation du petrole en Galicie (Autriche)", Paryż /1889/;
- "Wyższa Szkoła Górnictwa w Galicji, jej potrzeba i organizacja", Lwów /1910/.

## Odznaczenie
- Krzyż Komandorski Orderu Odrodzenia Polski (5 sierpnia 1921)[4]
- Krzyż Kawalerski Orderu Odrodzenia Polski
- Krzyż Komandorski Korony Rumuńskiej (przyznany w 1908 za zasługi w kopalnictwie naftowym);
- Order Leopolda (Belgia)